# Platformeconomie
Een platformeconomie is een economisch systeem dat werkt via een online platform. Hier worden vraag en aanbod door slimme algoritmes met elkaar verbonden via een digitale markt.

## Beschrijving
De platformeconomie bestaat uit het leveren van diensten en goederen via digitale platforms, zoals eten bestellen via een app, een wasmachine via een webwinkel, en een freelancer die een klus vindt via een freelancerplatform.
Een veelgebruikte toepassing van de platformeconomie is de arbeidsmarkt. Voorbeelden zijn beroepen die projectmatig of seizoensgericht zijn, maar te denken valt ook aan Uber-chauffeurs, Deliveroo-koeriers of horecapersoneel. Veel zelfstandigen werken via een online platform voor het binnen halen van opdrachten, de zogenaamde crowdworkers.
Naar verwachting zullen bedrijven die via een platform werken binnen tien jaar circa 20 tot 70 procent van de flexibele arbeidsmarkt overnemen. Volgens het economisch bureau van de ING zullen vraag en aanbod zich steeds vaker vinden op een digitaal platform, waarbij de impact in twee scenario's van 200.000 tot een miljoen extra zzp'ers varieert. De grotere platforms bieden opdrachten voor klussers, freelancers, schoonmakers en maaltijdbezorgers.
Volgens ING staat de platformeconomie nog in de kinderschoenen, maar heeft deze nieuwe vorm van werken de potentie om de arbeidsmarkt snel te veranderen. De daadwerkelijke impact hangt af van technologie, juridische ruimte en financiële prikkels.
De platformeconomie bestaat ongeveer uit zo'n 40.000 bedrijven met 400.000 mensen die daar eens per week geld verdienen. Een tweede groep die uit een miljoen mensen bestaat, doet dat eens per maand. Echter zal het volgens onderzoekers van het TNO slechts een randverschijnsel blijven van de werkgelegenheid.

## Onzekerheid
Een onzekerheid van de platformeconomie zal zijn dat het vaste arbeidscontract door de platformeconomie terrein verliest, en dat sommige werkenden onverzekerd zijn. Er ontstaan vragen over de bestaanszekerheid van de gemiddelde werknemer, waarbij hun positie systematisch onveiliger is gemaakt. Deze onzekerheid op de arbeidsmarkt is een gevolg van de platformeconomie. De nadelen van een platform beginnen wanneer het in andere landen wordt geïntroduceerd, waar de regelgeving van een nieuw vestigingsland verschilt.
In België werd vanaf 2024 een minimumvergoeding voor pakjeskoeriers ingevoerd. In de Europese Unie stelde de Europese Commissie op 9 december 2021 een ontwerp-richtlijn voor “om de arbeidsomstandigheden van mensen die via digitale arbeidsplatformen werken, te verbeteren”. In februari 2024 was echter nog geen overeenstemming bereikt om de richtlijn goed te keuren.

## Ontwikkelingen
De overheid houdt de ontwikkeling van deze platformeconomie nauwlettend in de gaten en probeert samen met het bedrijfsleven te zoeken naar een goede regulering van deze nieuwe vorm van arbeid. Ook vanuit de academische wereld wordt er onderzoek gedaan naar deze nieuwe manier van werken die de platformeconomie biedt. Ook het Rathenau Instituut en de overheid doen onderzoek naar de platformeconomie in Nederland.

## Voor- en nadelen
Hoewel de diensten niet nieuw zijn, maakt de platformeconomie het relatief eenvoudig om vraag en aanbod binnen handbereik te krijgen.
Voordelen van de platformeconomie zijn:
- laagdrempelig
- transparant
- ontsluiten van ongebruikte capaciteit
- garanderen kwaliteit met beoordelingssystemen
- eenvoudige manier om geld (bij) te verdienen

Nadelen zijn:
- concurrentie is niet langer lokaal
- vaak als zzp'er aan de slag
- geen vervanging voor echt werk, eerder een bijverdienste
- zet het sociale zekerheidsstelsel onder druk[17]